# Santa Elina
Santa Eina est un site archéologique de type abri rupestre, situé près de Cuiabá au centre du Brésil.
Le site comporte environ un millier de peintures.
Des fouilles y ont eu lieu entre 1984 et 2004, et ont permis de mettre en évidence une occupation continue du site sur une longue période, avec notamment des parures réalisées avec des fragments de squelette de glossotherium (paresseux géant) intentionnellement perforés. Les sédiments dans lesquels ils ont été retrouvés ont été datés entre 25 994 et 26 396 AP, soit bien plus anciens que les précédentes traces d'occupation humaine connues jusque là en Amérique du Sud.